# Hyperepia
Hyperepia is een geslacht van vlinders van de familie uilen (Noctuidae), uit de onderfamilie Hadeninae.

## Soorten
- H. jugifera Dyar, 1920
- H. pi Barnes & Lindsey, 1922